# Deutschvölkischer Schutz- und Trutzbund
Deutschvölkischer Schutz- und Trutzbund var en tysk organisation inom völkisch-rörelsen. Organisationen, som betonade tysknationalism och antisemitism, grundades år 1919 under beteckningen Deutsche Schutz- und Trutzbund, men bytte inom kort namn. År 1922 hade organisationen omkring 200 000 medlemmar och några av dessa var Werner Best, Kurt Daluege, Dietrich Eckart, Gottfried Feder, Reinhard Heydrich, Fritz Sauckel, Walter Stahlecker och Julius Streicher.

### Webbkällor
- ”Deutschvölkischer Schutz- und Trutzbund” (på tyska). LeMO: Lebendiges virtuelles Museum Online. Deutsches Historisches Museum. Arkiverad från originalet den 10 juni 2012. https://www.webcitation.org/68KGYT17M?url=http://www.dhm.de/lemo/html/weimar/antisemitismus/trutzbund/index.html. Läst 10 juni 2012.